# أوبن أوفيس.أورج درو
أوبن أوفيس.أورج درور (بالإنجليزية: OpenOffice.org Draw)‏ إحدى برامج حزمة أوبن أوفيس.أورج.